# Argeu I da Macedónia
Argeu I da Macedónia foi rei da Macedónia (684 a.C. — 646 a.C., segundo Jerônimo de Estridão), e reinou por trinta e um ou trinta e oito anos, de acordo com Eusébio de Cesareia.
Nas duas listas de reis da Macedónia em Eusébio de Cesareia, a primeira, atribuída a Diodoro Sículo, e a segunda, atribuída a outros historiadores, Argeu I sucede a Pérdicas I, reina por trinta e um (Diodoro) ou trinta e oito (outros historiadores) anos, e é sucedido por Filipe I.
Ele foi o filho de Pérdicas I e o pai de Filipe I.
Argeu I indicou a seu filho, Filipe I, um lugar onde deveria ser enterrado, assim como todos os seus sucessores, e que, se isto fosse feito, a sua dinastia duraria para sempre. O povo da época de Juniano Justino acreditava que foi por causa desta superstição que a dinastia argéada chegou ao fim, pois Alexandre, o Grande foi enterrado em outro lugar.
Argeu governou com moderação, sendo amado por seus súditos.
Pelos cálculos de Isaac Newton, que rejeita a cronologia grega por esta ser baseada em um intervalo médio de 40 anos anos entre os reinados consecutivos de pai e filho, e propõe que seja usada uma média de 18 a 20 anos entre as gerações, Argeu I teria reinado bem mais tarde, já que a data proposta por Newton para o início do reinado de Pérdicas I é 596 a.C..